# Paramonohystera stricta
Paramonohystera stricta är en rundmaskart som först beskrevs av Gerlach 1956.  Paramonohystera stricta ingår i släktet Paramonohystera och familjen Monhysteridae. Inga underarter finns listade i Catalogue of Life.